# Eclissi solare del 30 luglio 1916
L'eclissi solare del 30 luglio 1916 è un evento astronomico che ha avuto luogo il suddetto giorno attorno alle ore 2.06 UTC. L'eclissi è stata visibile in alcune parti dell'Asia (India), dell'Oceania (Australia e Nuova Zelanda) e dell'Antartide.
La durata della fase massima dell'eclissi è stata di 6 minuti e 24 secondi e l'ombra lunare sulla superficie terrestre raggiunse una larghezza di 313 km.
L'eclissi del 30 luglio 1916 divenne la seconda eclissi solare nel 1916 e la 36ª nel XX secolo. La precedente eclissi solare fu il 3 febbraio 1916, la seguente il 24 dicembre 1916.

## Eclissi correlate

### Eclissi solari 1913 - 1917
Questa eclissi è un membro di una serie semestrale. Un'eclissi in una serie semestrale di eclissi solari si ripete approssimativamente ogni 177 giorni e 4 ore (un semestre) in nodi alternati dell'orbita della Luna.

### Ciclo di Saros 144
L'evento fa parte del ciclo di Saros 144, che si ripete ogni 18 anni, 11 giorni, contenente 70 eventi. La serie è iniziata con un'eclissi solare parziale l'11 aprile 1736. Contiene eclissi anulari dal 7 luglio 1880 al 27 agosto 2565. Non ci sono eclissi totali nella serie. La serie termina al membro 70 con un'eclissi parziale il 5 maggio 2980. La durata più lunga dell'anularità sarà di 9 minuti e 52 secondi il 29 dicembre 2168.